# Masová sebevražda v lese Shakahola
Masová sebevražda v lese Shakahola či též  Masakr v lese Shakahola se odehrála v březnu 2023 na východě Keni. Nařídil ji vůdce místního kultu Paul Nthenge Mackenzie z náboženského hnutí Good News International Ministries.
Na událost se přišlo tím, že jeden rodinný příslušník členky kultu oznámil její zmizení. Poté, co místní policie vstoupila na území kultu v lese Shakahola, nalezla vyhladovělé lidi a řadu mělkých hrobů. Patnáct členů kultu bylo ihned zachráněno policií. Později vypověděli, že jim Mackenzie a další kněží přikázali vyhladovět k smrti, aby se mohli setkat s Ježíšem.
V lese bylo postupně nalezeno přes 400 těl, 90 osob se podařilo zachránit, dalších 600 osob bylo nahlášeno jako zmizelých.

## Vyšetřování
Po prvotním nálezu patnácti přeživších spustila policie rozsáhlé pátrání v lese Shakahola, jehož rozloha je 3,2 km2. Během pátrání nalezli další hroby, ale také vyhladovělé přeživší. U řady nalezených těl se jednalo o celé rodiny, včetně dětí. Některá těla byla nalezena volně ležící v lese, jiná byla pohřbena v mělkých hrobech. U jednoho člověka bylo zjištěno, že byl tři dny zahrabán zaživa a následně byl převezen do nemocnice. Místní policie požádala další složky o pomoc, jelikož se domnívala, že se v lese ukrývají další přeživší, kteří dobrovolně stále hladoví.
Podle výpovědí přeživších je Mackenzie přesvědčil, že hladovka bude mít smysl, jen pokud ji provede celá komunita společně a pro tento účel jim nabídl své pozemky. Podle pokynů neměli o záměru informovat okolí a také měli zničit veškeré své osobní doklady. V květnu 2023 keňský ministr vnitra uvedl, že Mackenzie najal zabijáky, kteří měli zabít každého, kdo si půst rozmyslel.
Ke konci dubna pátrací akci ztížily silné deště. Do 10. května 2023 policie nalezla 133 těl, včetně osmi lidí, kteří byli nalezeni ještě živí, ale později zemřeli. Nejvíce zemřelých byly děti a dále ženy. Ne všechny smrti však byly vyhladověním. Pitvy prokázaly, že příčinami smrtí byly hlad, uškrcení, udušení a rána tupým předmětem. Keňský červený kříž na konci dubna 2023 uvedl, že bylo nahlášeno dalších 410 zmizelých osob, včetně 227 dětí. K 2. srpnu 2023 bylo hlášeno 427 mrtvých a 91 osob nalezených živých. V září 2023 podle zpráv stoupl počet nalezených obětí na 429. Údaje ukazují, že 214 zemřelo na hlad, 39 na asfyxii, 14 na poranění hlavy, zatímco u 115 zůstala příčina zatím nezjištěna a další z jiných příčin.
V květnu 2023 policie zatkla Mackenzieho a jeho třetí ženu Rhodu Mumbuu Maweu spolu s dalšími šestnácti členy kultu. Mackenziemu soud odmítl možnost propuštění na kauci a má být souzen za zločiny spojené s terorismem. V červnu počet zatčených osob vzrostl na 36. Brzy poté jeden ze zadržených zemřel ve vazbě na důsledky hladovky. Podle policie Mackenzie k manipulaci věřících využil učení poválečného amerického kazatele Williama M. Branhama, který se považoval za proroka a zvěstoval druhý příchod Krista.
V červnu 2023 65 přeživších bylo policií obviněno z pokusu o sebevraždu. Podle obžaloby budou muset podstoupit psychologické léčení a bude jim lékařsky řízena výživa, aby nemohli dále hládovět.
Keňský prezident William Ruto prohlásil, že Mackenzieho učení nebylo pravou vírou. V důsledku nechal vytvořit vyšetřovací tým, který má celou událost vyšetřit a současně navrhnout zpřísnění kontroly a regulace náboženských hnutí, kterých v Keni působí přes čtyři tisíce.